# 陳世儒
陳世儒（？—1079年），洪州南昌人，北宋官员。

## 生平
出生于官宦世家，他是北宋宰相陈執中的獨子，庶出。官至国子博士，曾出任舒州（今安徽潜山）太湖县（今安徽太湖）知县。
陳世儒的生母張氏被家中婢女謀殺，以下毒、鐵釘刺腦杀害，婢女指稱是世儒之妻李氏主謀，世儒與妻李氏被关押开封府，后移大理寺，狱久不决。最终御史台認為陈世儒有参与謀殺母親。宋神宗感念陈执中，说：“止一子，留以存祭祀何如？”但御史中丞蔡确坚持处刑，陈世儒终被杀。
陈世儒案发时，苏颂当时知开封府事，主管陈世儒案件。稍后因他案被御史舒亶弹劾“故纵”，降为秘书监。后苏颂因陈世儒案也被下狱. 御史曰：「公速自言，毋重困辱。」 苏颂严词拒绝：「诬人，死不可为。」面对执政者一意孤行，苏颂留诗:
元丰己未三院东阁作。元丰戊午夏予，尹京治陈氏狱，言者以为推劾不尽，诏移大理，而理官推迹陈氏姻党干求府政，纵出重辟，事下御史推求己未岁予自濠梁赴台讯，鞫卒不涉干求之迹，而大理反有傅致之状，虽蒙辩正，听命久之不得出，邑邑不已作诗十篇记一时事，非欲传之他人但以示子侄辈，使知仕宦之艰耳。
构虚为实尽枝辞，直道公心自不欺。

众口铄金虽可畏，三人成虎我犹疑。

忠邪所赖圆穹鉴，通塞须凭大衍推。

况是圣神方烛理，深冤终有辨明时。

## 陈世儒案
陈世儒案是北宋年间一个大案，从民事案转为政治事件。起因为时任国子博士的陈世儒出任舒州太湖知县，一次世儒妻子对群婢说「博士一日持丧，当厚饷汝辈」，既而世儒母为婢所杀。
时任开封知府的苏颂受理案件时认为陈世儒不知情，没有合谋，世儒妻没有「明确」指使杀母，「法不至死」。宋神宗要求严判：「此人伦大恶，当穷竟。」，诏移大理寺。
后御史何正臣上书弹劾吕公著，说吕公著插手陈世儒案，逮捕了吕公著及子侄。后吕公著等从大理寺移送到御史台，苏颂被下狱，陈世儒及其妻李氏的奴婢高氏、张氏等十九人被判处死刑，另外七名奴婢被杖脊。

## 有关陈世儒案的争论
有关陈世儒案的争论近年来比较激烈。 有专业论文，也有大众媒体。 陈世儒案在当时就有冤案的记载"世孺與其婦,至極典，天下寃之"----（北宋）邵氏聞見錄(卷第六)。 
专业论文评价
陈雅婷 《北宋诏狱研究》 （《西南政法大学》2017年硕士论文），“陈世儒案” 与 “乌台诗案”、“相州狱案” 一道是冤案。  
戴建国 《熙丰诏狱与北宋政治》（上海师范大学学报(哲学社会科学版)  2013 年 01 期）没有对案情作明确评论，但是暗示“陈世儒案”是冤案。
大众媒体冤案说：
现代首先为案情辩白的是彭壹萬， 他在<<蘇頌的成就及其影響>>一文中说： "為了維護真理，主持公道，保護百姓利益，他真的不怕丟官，不怕殺頭"。 在濠州任上，蘇頌因陳世儒案件的牽連，被捕入獄；“ 烏臺詩案”發生，蘇東坡被禦史中承李定以莫須有的“訕謗漫罵”、“愚弄朝廷”、“諷喻皇上”之罪誣告入獄。兩蘇關在壹牆之隔的禦史臺囚室。蘇頌寫詩為蘇東 坡打抱不平：“詩人囁囁常多難，儒者淒淒久諱窮。”蘇東坡也始終堅守凜然的氣節，將生死置之度外。獄吏想引誘蘇頌虛構事實，誣告陳世儒參與謀殺。蘇頌義正 詞嚴：“使某誣人，死不可為！”
而后，未名河作《北宋第壹冤案》全面解析陈世儒案的过程。 认为陈世儒不知情。陈世儒案是北宋大冤案。
再后，记者采访苏颂研究专家管成学之后作文《陈世儒“铁钉案”并非“铁案”》，认为：
知县案件有冤情
　　苏颂出狱后，御史台仍然被革新派势力控制，因此，陈世儒案件是不会得到“辨明”机会的。宋神宗去世后，朝政在短时期内被高太后把持，保守派代表司马光出任宰相，但也没有给陈世儒案平反，其中缘由是比较清楚的：陈世儒妻子毕竟与女佣们谋杀了长辈，这是无法得到赦免的“大恶”；而案发后，被卷入说情漩涡的李氏、吕氏、司马氏，都受案件的牵连而受害——自身有短，还敢张扬什么呢？陈世儒是独子，一家19人被杀后，算是彻底断了香火，还有谁来替他伸冤？更为重要的，是案件的最后拍板者乃神宗皇帝，鉴于皇权至高无上的威严，又有谁愿意冒险捅这个马蜂窝呢？但苏颂一辈子持重稳沉，史书评价他“岿然高年，未尝为奸邪所污，世称其明哲保身”，这样一位“长者”官员，又是案件的最初主审者，他的话应该是最接近事实的。至今，人们还不能找出质疑他的判断的任何证据。
　　再说，就杀人动机而言，如果陈世儒和妻子只是想找一个回城的“理由”，那么，杀母奔丧是否惟一的办法呢？陈世儒去太湖之前，是国子博士，是个五品之上的官员，家里有后来被杀的女佣17人、被判处死缓的女佣7人——至少有24名家庭女佣，这说明其家境是相当殷实的，他可以不上班，可以装病，可以请事假——宋朝时，官员借口种种而拒不赴任的现象常见，这都可以达到与妻子李氏团聚的目的。他还可以将李氏带着，去山城小县观光闲游。退一步说，李氏真的怂恿佣人去杀婆婆，找一两个佣人密谋似乎可以理解，当那么多佣人的面说出这种‘计策’，可能吗？为了回家而将老母杀掉，要将这一‘计策’与一名‘国子博士’的智商联系起来，实在太难！因此，陈世儒妻杀母案应该是一起冤案，陈氏一家是王安石变法中革新派与保守派斗争的牺牲品。
由君王早起不早朝整理发表在《每日头条》上的 << 北宋兩大冤案，看「新舊」朋黨相爭>>。结论似乎与未名河的《北宋第壹冤案》相近。
大众媒体非冤案说：
主要作者有吴钩（有宋朝粉丝的名声）， 他多次写文。在《发生在北宋神宗朝的一宗毒杀案》中把杀母地点说成是舒州太湖县“发生了一宗震动朝野的投毒谋杀案”。 观点是：
现在也有人认为，陈世儒其实对众婢毒杀陈母一事并不知情，他是冤枉的，是神宗朝新旧党党争的牺牲品。不过我觉得可能性不大，因为后来旧党执政了，陈世儒的后人也重新在政坛上崛起，如果陈世儒确有冤情，平反并不难，但陈案一直都没有人提出平反。
李晓航在《洗冤录: 宋五案传奇》 一书中也是认为杀母地点说成是舒州太湖县。 吴钩当前的舒州太湖县之说应该出自李的《洗冤录》。
王忠灿主讲《北宋铁钉杀母案》时，上集似乎认为陈世儒和妻子有怨，下集认为“陈世儒可能是知情的”。王忠灿肯定苏颂吕公著。王忠灿认为众婢毒杀陈母地点是开封。王忠灿没有提到苏颂的留诗。王忠灿的讲稿对案情过程的描述似乎大多参考了戴建国《熙丰诏狱与北宋政治》和未名河的《北宋第壹冤案》。
（“冤案说”与 “非冤案说” 似乎有点像是对“王安石变法”的态度的继续。）